# アリー・ハサン・エル＝サムニー
アリー・ハサン・エル＝サムニー（علي حسن السمني）は、エジプト出身のアラビア語教育者。博士。生年月日不詳。
来日して1963年から1978年まで、東京外国語大学アラビア語科の客員教授や外務省研修所非常勤講師、イスラミックセンター・ジャパン(ICJ)の理事などを務め、数百人のアラビア語学習者を育成した。日本におけるアラブ・イスラーム文化への貢献が評価され、昭和天皇から勲章を授与された。東京モスクを介して、日本のイスラム教社会にも寄与した。
日本人女性と結婚し、二人の娘（いずれも、カイロ大学政治経済学部卒）をもうけた。
- 師岡カリーマ・エルサムニー（獨協大学講師、NHK教育テレビ「アラビア語会話」の講師、NHKワールドのアラビア語アナウンサー）
- 師岡イマーン（NHKラジオアラビア語講座出演など）

現在、二人の娘が日本とエジプト・アラブとの橋渡しとして活躍中である。

## 参考資料
- イスラミックセンター・ジャパン
- http://islamcenter.or.jp/newarab/islam%20in%20japan.doc (アラビア語)
- http://islamcenter.or.jp/newarab/Dawa%20in%20Japan.doc (アラビア語)